# Butler (Dakota Południowa)
Butler – miasto w Stanach Zjednoczonych, w stanie Dakota Południowa, w hrabstwie Day.